# Messier 48
Messier 48 (auch als NGC 2548 bezeichnet) ist ein +5,8 mag heller, unter guten atmosphärischen Bedingungen mit freiem Auge sichtbarer offener Sternhaufen. Die Winkelausdehnung des im Sternbild Wasserschlange zu findenden Objektes beträgt 54'. Das Alter des Sternhaufens wird auf 300 Millionen Jahre geschätzt.